# 殺人拳2
『殺人拳2』（さつじんけん2、Return of the Street Fighter）は、1974年の日本映画。主演：千葉真一、監督：小沢茂弘、製作：東映、カラー・シネマスコープ、82分。『殺人拳シリーズ』の第二作。

## 概要
空手・拳法の達人で、非情なプロフェショナルである剣琢磨の活躍を描いた第二弾。琢磨・志堅原楯城・政岡憲道は、千葉真一・石橋雅史・鈴木正文が前作から引き続き出演しており、ストーリーは繋がっている。琢磨の新しい相棒に市地洋子、コメディリリーフに山城新伍、新たな敵にクロード・ガニオンと田中浩が配役された。格闘に後方転回などアクロバティックな動きを駆使する千葉アクションは前作より踏襲され、実際の空手家や古武道家たちとの対決がスクリーンに展開されている。

## ストーリー
竜虎殿の太田黒は、警察に捕まってしまった経理担当の劉元徳と逃亡中のリオ・グランドルの抹殺を、剣琢磨へ依頼。琢磨はバイクを暴走させ、大使館に逃げ込むが、追いかけてきた警察に自首をする。逮捕した政岡憲道の弟子でもある刑事の山上七郎は、琢磨のただなる佇まいに同じ武道家として殺気を感じる。取り調べを受けている劉の部屋を通り過ぎようとした琢磨と警察官たち。手錠をかけられていた琢磨だが、取調室のドアを蹴破り、周りの刑事を倒し、劉の声帯を潰してしまった。そのまま3階から飛び降り、車で待っていた沖縄民謡を好む新たな相棒のピンボケと共に逃走。
山上七郎は責任を感じ、辞表を出し、剣琢磨との直接対決を決意した。太田黒から対立する政岡憲道の抹殺を依頼された琢磨は断る。太田黒のバックには極東マフィアのボスであるドン・コステロがおり、依頼を断った琢磨に次々と様々な格闘技や武術の達人たちが襲いかかってきた。志堅原楯城も琢磨に復讐しようと琢磨を付け狙う。琢磨は彼らを返り討ちにしながら、激しい戦いの渦中に入っていく。

## キャスト
- 千葉真一 - 剣琢磨

- 市地洋子 - ピンボケ
- 石橋雅史 - 志堅原楯城
- 島直樹（空手） - 山上七郎
- 山下勝也（空手） - 井村
- 河野央雄（空手） - 練習生A
- 斎藤一之（空手） - 黒田
- 山口すみ子（空手） - マッサージ師に化けた刺客A
- ジョージ・イリキャン（空手） - 刺客A
- 温井国昭（レスリング） - 加藤
- 中島義昭（拳法） - 練習生B
- 中島薫（拳法） - 政岡一子
- 坂東三千代（拳法） - 練習生C
- 小池良一（古武道） - 沢田
- 小泉政五郎（古武道） - 藤村
- 林訓美（古武道） - 立右
- 半田敬輔（古武道） - 宅利
- 国一太郎 - 新星建設専務
- 笹木俊志 - 伊原警部
- 山田良樹 - 藤崎部長刑事
- 小田真士 - 居合術の男
- 大矢敬典 - 太田黒の配下A
- 志茂山高也 - 新星建設社員
- 福本清三 - 太田黒の配下B
- 小峰一男 - 劉元徳
- 岩尾正隆 - 増田
- 奈辺悟 - 太田黒の配下C
- 有田剛 - 太田黒の配下D
- 片桐竜次 - 太田黒の配下E
- 細川純一 - 太田黒の配下F
- 金田治 - コステロの配下A
- 酒井努 - コステロの配下B
- 井上誠吾 - コステロの配下C
- 栗原敏 - 太田黒の配下G
- 春田三三夫 - 太田黒の配下H
- クロード・ガニオン - ドン・コステロ
- ハル・ゴールド - リオ・グランドル
- カウン・ニュー - ラウェイの使い手
- ジャヤ・シンハ - ムエタイの使い手
- マリーナ・コルバース - 殺し屋
- 山城新伍 - サウナの客
- 田中浩 - 太田黒
- 鈴木正文 ※武術指導・特別出演（日本正武館） - 政岡憲道

## スタッフ
- 監督 - 小沢茂弘
- 企画 - 松平乗道
- 原案 - 高田宏治
- 脚本 - 高岩肇・小沢茂弘
- 撮影 - 吉田貞次
- 照明 - 若木得二
- 録音 - 中山茂二
- 美術 - 井川徳道
- 音楽 - 津島利章
- 編集 - 堀池幸三
- 助監督 - 野田和男
- 記録 - 牧野叔子
- 装置 - 稲田源兵衛
- 装飾 - 柴田澄臣
- 背景 - 宮内省吾
- 美粧結髪 - 東和美粧
- スチール - 諸角義雄
- 演技事務 - 森村英次
- 衣裳 - 豊中健
- 擬斗 - 菅原俊夫
- 操演効果 - 鈴木昶
- 進行主任 - 真沢洋士

## 製作
第一作『激突! 殺人拳』の大ヒットにより、製作はすぐに決定された。
千葉真一・石橋雅史・小沢茂弘・松平乗道らが出席した公開オーディションでは、剣琢磨と戦う相手役が審査され、100人の腕自慢からヌンチャク・鎖鎌術・北辰一刀流の達人や全アラブ空手選手権者のレバノン人など、11人が選ばれた。本作はエンディングでクレジットタイトルとテーマ曲が流され、第一作とは異なるである。劇中では逃亡中のリオ・グランドルが映画館で『仁義なき戦い 頂上作戦』を見ながら、警察の目を掻い潜ろうとするシーンがある。

## 国内興行
日本公開予告編のBGMには前作のほか、『狂走セックス族』の一部が使われている。国内併映は『山口組外伝 九州進攻作戦』。